# Saint-Ciers-de-Canesse
Saint-Ciers-de-Canesse é uma comuna francesa na região administrativa da Nova Aquitânia, no departamento da Gironda. Estende-se por uma área de 6,79 km². Em 2010 a comuna tinha 820 habitantes (densidade: 120,8 hab./km²).